# جبل ألفيرنيا
جبل ألفيرنيا (المعروف سابقًا باسم كومو هيل) هو جبل يقع على جزيرة كات في جزر الباهاماس وهو أعلى نقطة في البلاد على 63 متر (207 قدم) فوق مستوى سطح البحر. يشارك الجبل اسمه مع مدرسة في خليج مونتيغو، جامايكا.
سمي في الأصل «كومو هيل»، وقد أعيدت تسميته بجبل ألفيرنيا بعد لا فيرنا، التل في توسكانا حيث تلقى القديس فرنسيس الأسيزي جروح الصليب. تم تسمية الجبل باسم الكاهن الكاثوليكي، المونسنيور جون هاويس، المعروف أيضًا باسم فرا جيروم، الذي بنى محبسة هناك. كان هاوز إنكليزيًا أمضى آخر 17 عامًا من حياته في جزر البهاماس. كان مهندسًا معماريًا مؤهلاً قبل دخول الكنيسة، وقام بالكثير من الأعمال المعمارية للكنيسة في جميع أنحاء جزر البهاما.